# ناحیه یوشنگ
ناحیه یوشنگ (به لاتین: Yuecheng District) یک منطقهٔ مسکونی در چین است که در شاوشینگ واقع شده‌است.